# Встъпителна реч на Джон Ф. Кенеди
Президентът на САЩ Джон Ф. Кенеди произнася встъпителната си реч в 12:51 ч. на 20 януари 1961 г., веднага след като е положил президентската клетва за встъпване в длъжност под диктовката на върховния съдия Ърл Уорън. Макар че е сред най-кратките президентски встъпителни речи, словото на Кенеди е считано за едно от най-добрите в историята.

## Подготовка
След като побеждава републиканския кандидат-президент Ричард Никсън, Кенеди започва да събира идеи и мисли за встъпителната си реч към края на ноември 1960 г. Той търси предложения от приятели, сътрудници и съветници, включително от пастори за библейски цитати. Кенеди тогава прави няколко чернови, използвайки мислите си и тези предложения, като крайната версия е написана и редактирана изключително от самия него.
В навечерието на обръщението вали силен сняг, но плановете да се отмени речта са отхвърлени. След като посещава католическата църква „Св. Троица“ в столицата гр. Вашингтон, Кенеди се отправя към сградата на американския Капитолий (Конгреса на САЩ), съпътстван от предшественика си президента Дуайт Айзенхауер за церемонията по встъпване в длъжност.
Поетът Робърт Фрост донася ръкописното стихотворение „Посвещение“ (Dedication), посветено на встъпването в длъжност на президента. Отражението на слънчевите лъчи от падналия предишния ден сняг обаче затруднява четенето му и Фрост рецитира по памет стихотворението The Gift Outright. Той дава ръкописа на Посвещение на Жаклин Кенеди, която го поставя в рамка и пише на гърба: „За Джак. Първото нещо, което съм поставила в рамка, за да бъде сложено в офиса ти. Първото нещо, което да бъде окачено там.“

## Цитати
- „Нека всяка нация знае, дали ни желае добро или зло, че ще платим всяка цена, ще понесем всяко бреме, ще посрещнем всяка трудност, ще подкрепим всеки приятел, ще се противопоставим на всеки враг, за да осигурим оцеляването и преуспяването на свободата.“
- „... убеждението, че правата на човека идват не от щедростта на държавата, а от ръката на Бог.“
- „Нека никога не преговаряме от страх. Но нека никога не се страхуваме да преговаряме.“
- „И така, мои събратя американци, не питайте какво вашата страна може да направи за вас – питайте какво вие можете да направите за вашата страна.“
- „... нека да излезем напред да поведем страната, която обичаме, искайки Неговата благословия и Неговата помощ, но знаейки, че тук на земята Божията работа трябва да бъде наша собствена.“